# Хальбе, Макс
Макс Хальбе (нем. Max Halbe; 4 октября 1865, Гютланд близ Данцига, королевство Пруссия — 30 ноября 1944, Нойёттинг, Верхняя Бавария) — немецкий писатель. Один из наиболее ярких представителей натурализма в немецкой литературе.

## Биография
Макс Хальбе родился в Западной Пруссии в Гютланде в семье помещика. С 1883 года изучал юриспруденцию в Гейдельбергском университете и защитил докторскую диссертацию в Мюнхене. Затем обосновался в качестве свободного писателя в Берлине. В 1893 году в свет вышла его натуралистическая драма «Юность» (нем. Jugend). Согласно ЭСБЕ: «Она шла много сотен раз и в специально арендованном для одной этой драмы "Новом театре" в Берлине, и во всей Германии. Это чисто стихийная драма настроений, очень сильно и искренне изображающая молодую любовь, рвущуюся из тесных границ, бурную, ликующую — и разбивающуюся так же круто, как она загорелась и засияла».

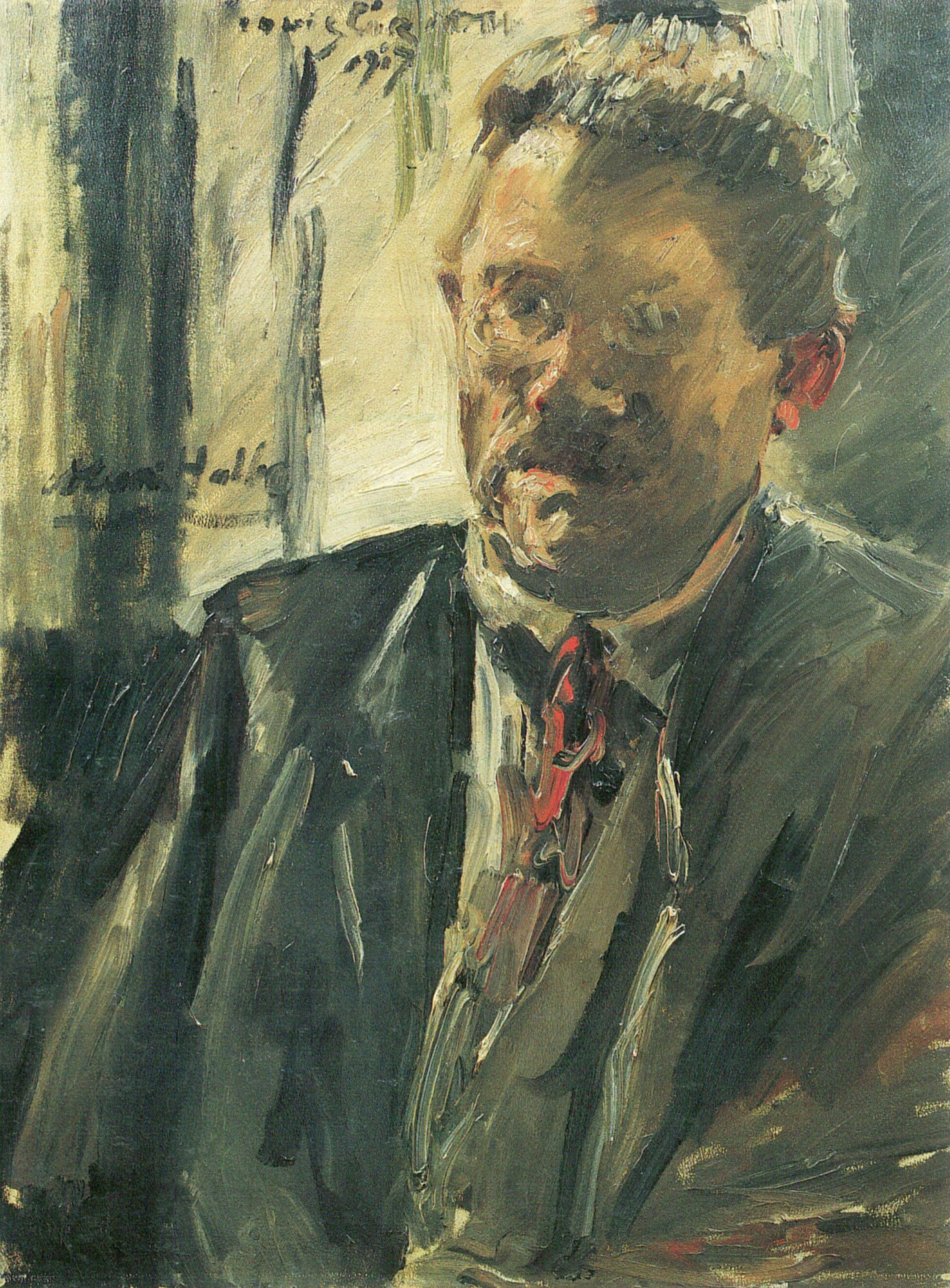
Портрет Макса Хальбе. Художник Ловис Коринт (1917 год)

В 1895 году Хальбе переехал в Мюнхен и основал там «Интимный театр драматических экспериментов», а также стал соучредителем мюнхенского театра «Фольксбюне». В Мюнхене Хальбе познакомился с Людвигом Томой. Поддерживал дружеские отношения с Франком Ведекиндом (вплоть до смерти последнего в 1918 году). На похоронах Ведекинда Хальбе выступил с речью. Также дружил с представителем позднего импрессионизма художником Альбертом Вайсгербером.
К концу 1890-х годов Хальбе отходит от натурализма и обращается к неоромантическому стилю, отвечающему лирическим интонациям «Юности» и других ранних драматических произведений.
Поздним драматическим произведениям Хальбе не удалось повторить успеха «Юности». Хальбе начал работу над более крупными повествовательными произведениями и написал несколько романов: «Поступок Дитриха Штобеуса», «Генеральный консул Штенцель и его опасное Я», сконцентрировавшись в них на ходе мыслей своих героев. Большое значение в истории литературы имеют две автобиографии «Земля и судьба. История моей жизни» (1933) и «Смена веков. История моей жизни. 1893—1914».
После прихода к власти национал-социалистов в январе 1933 года Макс Хальбе, как и Герхарт Гауптман, поначалу удалился из общественной жизни. Однако 22 октября 1933 года он подписался под торжественным обещанием немецких писателей хранить верность Адольфу Гитлеру.
Оставшийся в Германии при национал-социалистах Хальбе вместе с немногими другими писателями привлекался режимом в пропагандистских целях, что значительно повредило его имиджу в послевоенной Германии и привело к пренебрежительному отношению к его творчеству.